# ليا نادلر
ليا نادلر يهودية مصرية من عائلة نادلر المشهورة وزوجة بطرس بطرس غالي أمين عام الأمم المتحدة السابق.

## حياتها ونِشأتها
ولدت في الأسكندرية سنة منتصف سنة 1924، لم تدخل أي مدارس في طفولتها، ولكنها تعلمت في المنزل، حيث كان يحضر إلى البيت عدد من المدرسين، ولم تكمل تعليمىها الجامعي، لها 3 أشقاء ذكور فقط، أحدهم توفى في مصر، وشقيقان هاجرا للخارج، أحدهما توفى، ولها شقيق يعيش في الولايات المتحدة الأمريكية
العائلة كانت تمتلك أكبر مصانع حلويات في مصر قبل تأميمها،  تحولت ليا نادلر من الديانة اليهودية إلى الديانة المسيحية على المذهب الكاثوليكي في شبابها.

## مسيرتها
- الرئيس الشرفى لمؤسسة كيمت بطرس غالى للسلام..

## الهوامش
1. ↑  At Home With: Boutros Boutros-Ghali; Seeking Peace In a Private Oasis New York Times نسخة محفوظة 24 سبتمبر 2017 على موقع واي باك مشين.
2. ↑  "زوجة د. بطرس غالى تفتح خزائن ذكرياتها للمرة الأولى". المصري اليوم. 7 أكتوبر 2019. مؤرشف من الأصل في 2021-04-19.
3. ↑  At Home With: Boutros Boutros-Ghali; Seeking Peace In a Private Oasis نسخة محفوظة 24 سبتمبر 2017 على موقع واي باك مشين.